# Charlotte Flandrina av Oranien
Charlotte Flandrina av Oranien, född 1579, död 1640, var en nederländsk adelskvinna.
Hon var en av sex döttrar till furst Vilhelm I av Oranien och hans tredje maka Charlotte de Bourbon-Montpensier. Alla sex systrar fick namn efter en av Nederländernas provinser. Hennes mor avled 1582, och till skillnad från sina syskon skickades hon för att uppfostras av sin mors släkt Bourbon-Montpensier i Frankrike. Hon hade svag hälsa, var kortväxt och nästan döv. 
Hon uppfostrades mot sin fars familjs önskan till att bli nunna av sin katolska moster Jeanne de Bourbon, abbedissa i klostret Jouarre och Ste. Croix i Poitiers, och avlade klosterlöftena 1595. Vid sin mosters död 1605 efterträdde hon henne som abbedissa. 
Hon korresponderade med sina systrar och besöktes ofta av sina systrar Elisabeth Flandrika och Charlotte Brabantina, som bodde i Frankrike och trots att hon då och då försökte övertala dem att konvertera var deras relation god. Som abbedissa ägnade hon sitt liv åt barmhärtighetsgärningar i klostret.